# Neoregelia pascoaliana
Neoregelia pascoaliana é uma espécie de planta do gênero Neoregelia e da família Bromeliaceae.  
Diferencia-se de Neoregelia seideliana principalmente pela largura e cor da lâmina foliar, largura das sépalas e cor da pétala. 

## Taxonomia
A espécie foi descrita em 1972 por Lyman Bradford Smith. 

## Forma de vida
É uma espécie epífita e herbácea. 

## Conservação
A espécie faz parte da Lista Vermelha das espécies ameaçadas do estado do Espírito Santo, no sudeste do Brasil. A lista foi publicada em 13 de junho de 2005 por intermédio do decreto estadual nº 1.499-R. 

## Distribuição
A espécie é endêmica do Brasil e encontrada nos estados brasileiros de Bahia e Espírito Santo. 
A espécie é encontrada no domínio fitogeográfico de Mata Atlântica, em regiões com vegetação de floresta ombrófila pluvial.

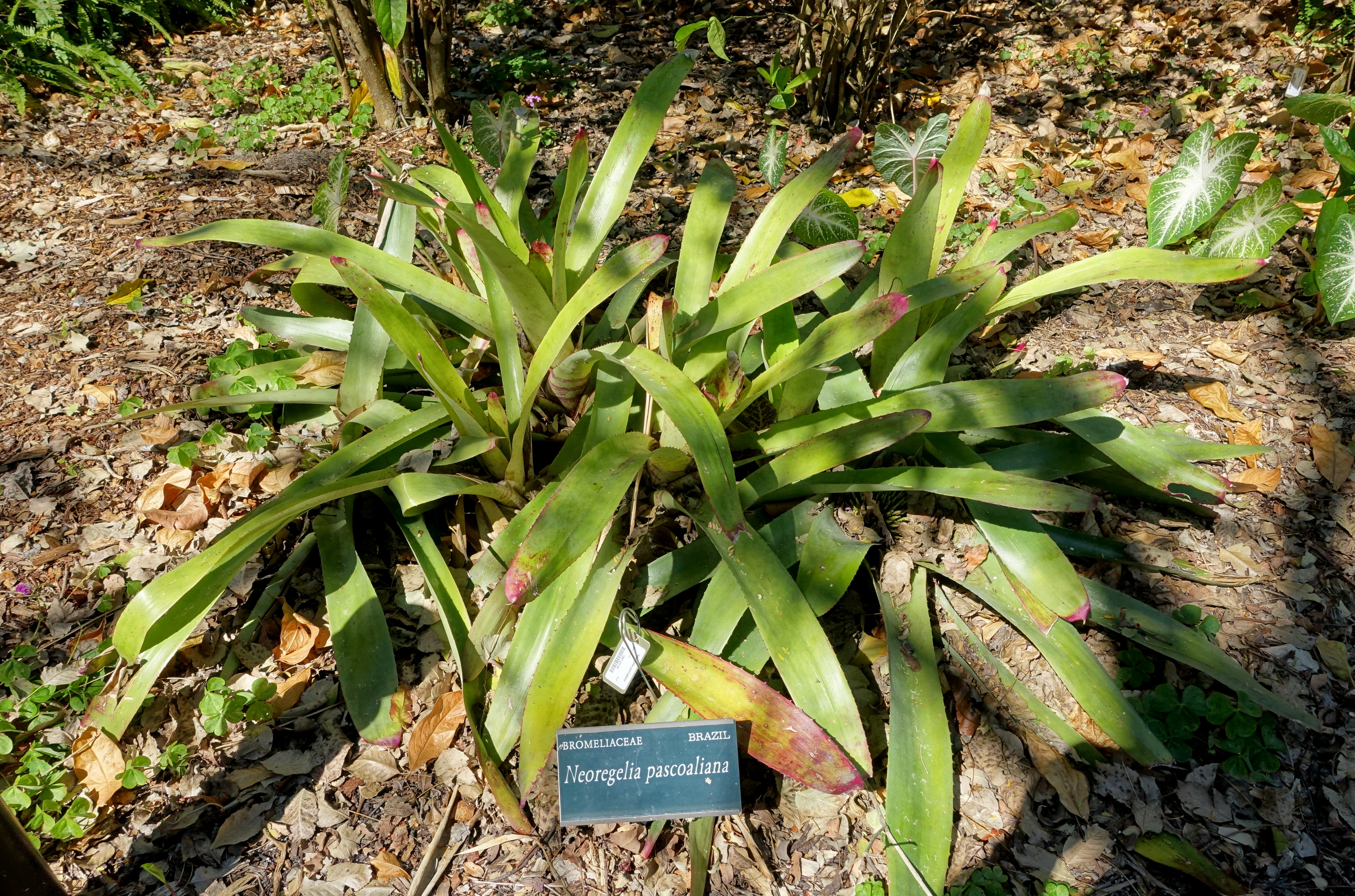
Exemplar em jardim botânico na Flórida, Estados Unidos, de origem desconhecida.